# Nicholas Windsor
Lord Nicholas Charles Edward Jonathan Windsor (ur. 25 lipca 1970 w Londynie) – brytyjski arystokrata, młodszy syn Edwarda Windsora, księcia Kentu i Katherine Worsley.

## Życiorys
Urodził się 25 lipca 1970 w Londynie jako młodszy syn Edwarda Windsora, księcia Kentu i Katherine Worsley. Ochrzczony 11 września 1970 na Zamku Windsor. Rodzicami chrzestnymi byli Karol, ówczesny książę Walii i Donald Coggan.
Ukończył Westminster School i Harrow School, a na Harris Manchester College studiował teologię.
Podczas prywatnej ceremonii w 2001 przeszedł na katolicyzm. Stracił wobec tego prawo do sukcesji w kolejce do tronu brytyjskiego. 14 lipca 2011 został honorowym wiceprezesem przyjaciół Ordynariatu Personalnego Matki Bożej z Walsingham, Ordynariatu anglikańskiego w Kościele rzymskokatolickim.
W 2011 powołany w skład Papieskiej Akademii Życia, gdzie angażuje się w prace nad ochroną życia poczętego.

## Małżeństwo i dzieci
4 listopada 2006 jego żoną została Nicholas Paola Doimi de Lupis de Frankopan. Para doczekała się trójki potomstwa:
- Albert Windsor (ur. 22 września 2007),
- Leopold Windsor (ur. 8 września 2009),
- Louis Windsor (ur. 27 maja 2014).